# ヤルタ会談

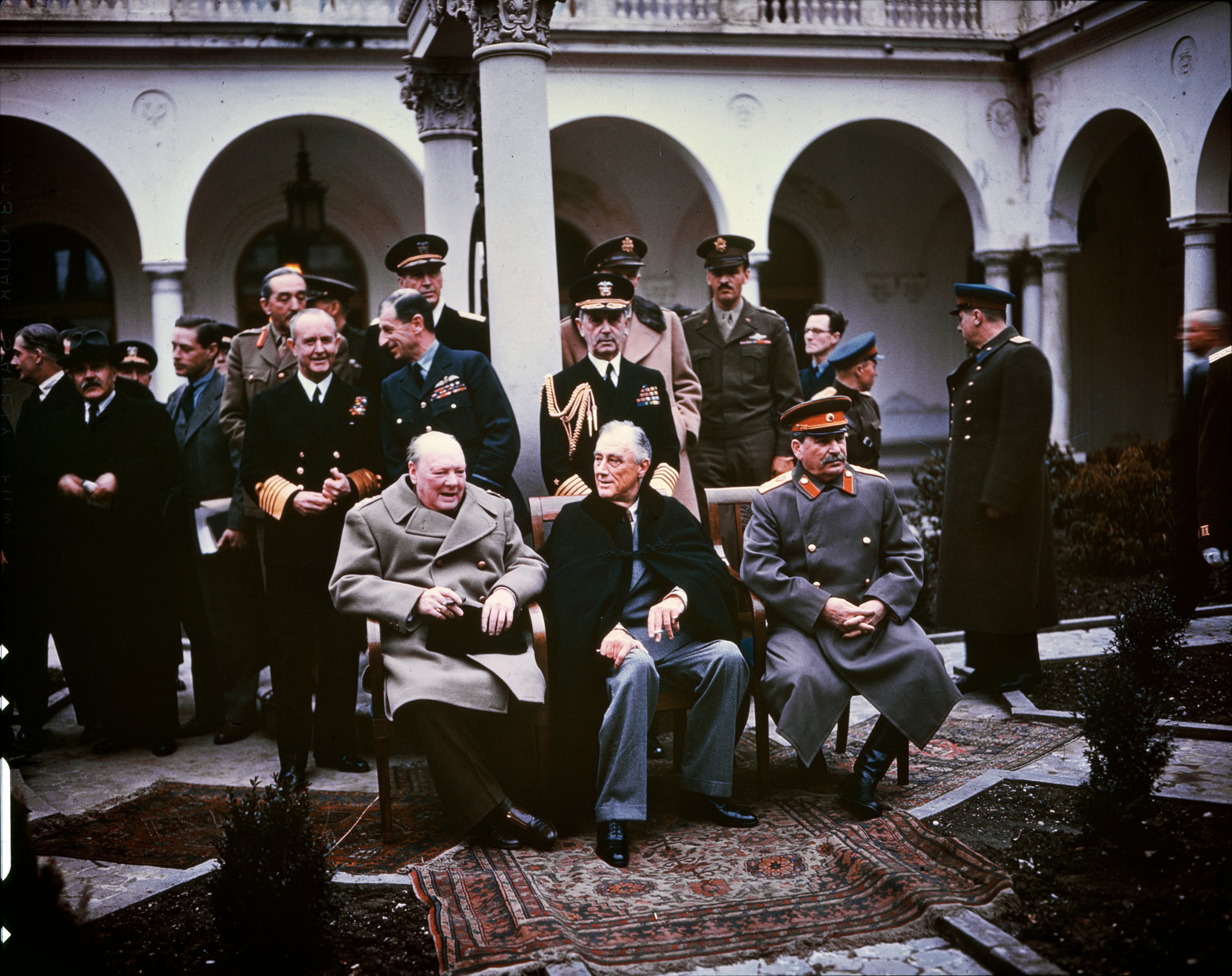
リヴァディア宮殿で会談に臨む（前列左から）イギリスのチャーチル首相、アメリカのルーズベルト大統領、ソ連のスターリン書記長

ヤルタ会談（ヤルタかいだん、英語: Yalta Conference）は、1945年2月4日から11日にかけて、ソビエト連邦のクリミア自治ソビエト社会主義共和国のヤルタ近郊にあるリヴァディア宮殿で開催された、イギリス・ソビエト連邦・アメリカ合衆国による連合国首脳会談である。
第二次世界大戦が終盤に入る中、ソ連対日参戦と国際連合の設立について協議された他、ドイツおよび中部・東部ヨーロッパにおける米ソの利害を調整することで、世界大戦後の「ヤルタ体制」と呼ばれる国際レジームを規定した。超大国主導の勢力圏確定の発想が色濃く、東西冷戦の端緒となった。「クリミア会議」とも呼ばれる。

## 概要
1945年1月にポーランドを占領したソビエト連邦軍（赤軍）がドイツ国境付近に達しつつあり、西部戦線においてはアメリカ・イギリスの連合軍がライン川に迫る情勢のもと、連合国の主要3カ国首脳の会談が行われた。会談の結果、第二次世界大戦後の処理についてヤルタ協定を結び、イギリス・アメリカ・フランス・ソ連の4カ国によるドイツの分割統治、ポーランド人民共和国の国境策定、エストニア・ラトビア・リトアニアのバルト三国の処遇などの東ヨーロッパ諸国の戦後処理が取り決められた。
併せて、アメリカとソ連の間でヤルタ秘密協定を締結し、ドイツ敗戦後90日後のソ連対日参戦及び千島列島・樺太・朝鮮半島・台湾などの日本の領土の処遇も決定し、2025年現在も続く北方領土問題の端緒となった。
また、戦後の発足が議論されていた国際連合の投票方式について、イギリス・フランス・アメリカ合衆国・中華民国・ソビエト連邦の5か国（後の安全保障理事会常任理事国）の拒否権を認めたのもこの会談であった。しかし、中華民国の蒋介石総統は呼ばれなかった。このヤルタ会談で国際連合について、まずスターリンは社会主義国の議席を増やすことを狙ってウクライナとベラルーシの加盟を要求した。厳密には主権国家とは言えないこの二国が加盟すればソ連は自動的に3票もつことになるので、アメリカのルーズヴェルトは難色を示した。しかしチャーチルはイギリス帝国内の自治領インドを加盟させることでバランスをとろうとした。結局ルーズヴェルトも国連安全保障理事会の拒否権問題でソ連の妥協を引き出すためには“多少の犠牲を払っても良い”との判断からスターリンの要求を呑み、「ソ連は国連で3票持つ」形になった。
会談が行われたクリミア半島は、当時はソ連構成国であるロシア共和国の領土であり（1954年にソ連構成国であるウクライナ共和国の領土となった上でソビエト連邦の崩壊後ウクライナ領となるが、2014年クリミア危機を経てロシアが編入宣言）、ヤルタはクリミア半島の南端、黒海を臨むソ連随一のリゾート地であった。会場となったリヴァディア宮殿は、ロシア皇帝ニコライ2世の別荘（離宮）として建造されたものである。
なお、この会議に先立つ同年1月30日から2月3日にかけ、ルーズベルト大統領とチャーチル首相はマルタ島において会談を行っている（マルタ会談）。

## ポーランド問題
ヤルタ会談の半分以上の日程は、このポーランド問題について話し合われた。
1939年9月にドイツとソ連は共にポーランドに侵攻し、西半分及び東半分をそれぞれ分割占領したが、1941年6月、ドイツは独ソ不可侵条約を破りポーランド東部に侵攻、全域を占領するに至った。その後ソ連は再び東半分をドイツから奪還し、1944年、ルブリンにおいてポーランド国民解放委員会（後のルブリン共産党政権）を樹立した。
同年7月から8月にかけてソ連軍は首都ワルシャワに迫り、その際国内軍（ポーランド国民による反ナチス抵抗組織）に対しモスクワ放送を通じて蜂起を呼びかけた。国内軍はこれに呼応して蜂起し（ワルシャワ蜂起）、ワルシャワを占領するが、ソ連軍は直前で進軍を停止して蜂起を支援せず、結局ドイツ軍により蜂起は鎮圧された。このときアメリカとイギリスは、ソ連に国内軍への支援を要求したが、スターリンはこれを無視した。この戦闘で、ワルシャワ市内の8割の建物が破壊され、15万人以上の死者が出た。
当時ロンドンにはポーランド亡命政府が存在し、イギリスはこれをポーランドの正式な政権として承認していたが、1943年にソビエト連邦軍に連行されたポーランド兵捕虜の大量虐殺事件（カティンの森事件）が発覚し、赤十字国際委員会に調査を依頼すると、亡命政権とソ連は関係を断絶した。ソ連はポーランド国民解放委員会（ルブリン共産党政権）こそ「ポーランドの正式な政権だ」と各国に認めさせるため、彼らによる国内統治の障害となる恐れがあった国内軍を意図的に壊滅させたとみられる。
ヤルタ会談では、この両政権のどちらが正式な政権であるかを巡って、イギリスとソ連が対立した。ソ連にとって、ポーランドは自国の安全保障上の重要地域であり、一方イギリスにとっては、社会主義の拡大への懸念から、共産党政権を認めることはできなかった。会談では結局アメリカの仲介により、ポーランドにおいて総選挙を実施し、国民自身で政権を選ぶこと、またポーランドの国境と場所自体を、西へ移動させることで決着した。
ところが、スターリンは帰国したロンドン亡命政権の指導者を逮捕し、ルブリン共産党政権によるポーランドの社会主義国化が決定的となった。後のアメリカのトルーマン大統領はこれを知って激怒し、米ソの対立が深まった。

## ドイツ問題
ナチス・ドイツは、現在のオーデル・ナイセ線以東にあるシレジア・ポメラニア・東プロイセンの東部領土を全て失い、これらはポーランド人民共和国領となることが決定された（東プロイセンの北半分についてはソ連領）。これは当時ドイツ国土の4分の1に当たり、ドイツにとってはプロイセンの故地である、東プロイセンを含めた広大な領土を失うこととなり、極めて喪失感の大きい内容となった。
なお、ポーランド人民共和国については、ドイツの東部領土を自領とする代わり、従来の東部領土をソ連に割譲することが決定された。この結果、ポーランド人民共和国の国土は、従来と比べ大きく西へずれ、若干の領土縮小につながった。また、ガリツィアなど旧東部領に居住するポーランド人は、そのままソ連領へ編入される結果となった。
一方、戦後のドイツの処遇については、首都ベルリンも含め、ドイツを東側陣営（ソビエト社会主義共和国連邦）と西側陣営（イギリス・フランス・アメリカ合衆国）で共同管理することが決められた。

## 極東密約（ヤルタ協定）

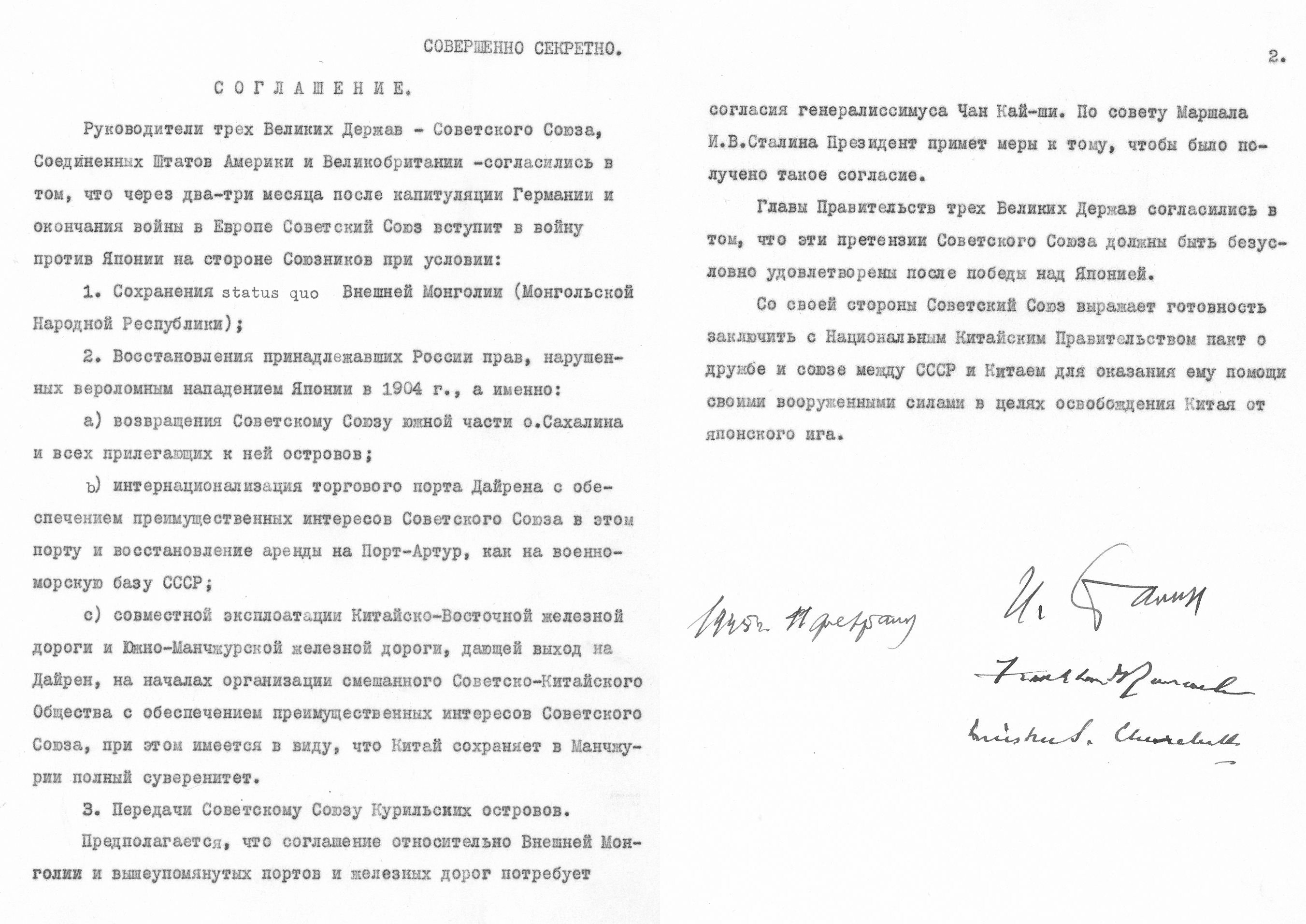
外モンゴルと極東の旧日本領土の内容

日本に関して、1945年2月8日にアメリカのルーズベルト大統領、ソ連のスターリン書記長で秘密会談を行い、その後イギリスのチャーチル首相との間で交わされた秘密協定が、この極東密約である。
日本は1944年（昭和19年）3月30日、北樺太に関する条約の締結によりオハ油田の権益をソ連に譲渡したが、スターリンは12月14日、アメリカのW・アヴェレル・ハリマン駐ソ連大使に対して、満洲国の権益（南満洲鉄道や港湾）、樺太（サハリン）南部や千島列島の領有を要求した。ルーズベルトは太平洋戦争の日本の降伏にソ連の協力が欠かせないため、1945年2月8日にこれらの要求に応じる形で、日ソ中立条約の一方的破棄、すなわちソ連対日参戦を促した。
ヤルタ会談では、これが秘密協定としてまとめられた。この協定では、ソ連の強い影響下にあった外モンゴル（モンゴル人民共和国）の現状を維持すること、樺太（サハリン）南部をソ連に返還すること、千島列島をソ連に引き渡すこと、満洲国の港湾と南満洲鉄道における、ソ連の権益を確保することなどを条件に、ドイツ降伏後2か月または3か月を経て、ソ連が対日参戦することが取り決められた。
協定内容は次の通り。
アメリカからソ連に対する対日参戦要請は早く、日米開戦翌日（アメリカ時間）の1941年12月8日にソ連の駐米大使マクシム・リトヴィノフにルーズベルト大統領とハル国務長官から出されている。このときはソ連のモロトフ外相からリトヴィノフに独ソ戦への集中と日ソ中立条約の制約から不可能と回答するよう訓令が送られた。
しかしその10日後には、スターリンはイギリスのイーデン外相に対し、将来日本に対する戦争に参加するであろうと表明した。スターリンが、具体的な時期を明らかにして対日参戦の意思を示したのは、1943年10月のモスクワでの連合国外相会談の際で、ハル国務長官に対して「連合国のドイツへの勝利後に対日戦争に参加する」と述べたことを、ハルやスターリンの通訳が証言している。ヤルタ協定はこうした積み重ねの上に結ばれたものだった。
ドイツが無条件降伏した、1945年5月8日（ヨーロッパ戦勝記念日）の約3か月後の8月9日、スターリンはヤルタでの協定に従って、ソ連は日本に宣戦布告し、満洲国に侵入、千島列島と樺太を占領した。しかし、ソ連対日参戦の翌日（1945年8月10日）に、日本が「ポツダム宣言受諾」を連合国に通告したため、戦争末期（9月2日の日本の降伏文書調印まで）の極めて短期間の間に、ソ連の戦果に対して日本の領土を与えるという、結果としてソ連に有利な内容になった。
1946年2月11日に極東密約（ヤルタ協定）が公開されたが、それより以前に、ロンドンの暫定ポーランド政府のリビコフスキーから小野寺信を通じて、協定の内容は既に日本軍に知らされていたとされている。
なお1956年に、共和党のアイゼンハワー政権は「（ソ連による北方領土占有を含む）ヤルタ協定はルーズベルト個人の文書であり、アメリカ合衆国連邦政府の公式文書ではなく無効である」との国務省が公式声明を発出している。また、アメリカ合衆国上院は、1951年のサンフランシスコ講和条約批准を承認する際、決議において「この承認は、合衆国としてヤルタ協定に含まれている、ソ連に有利な規定の承認を意味しない」との宣言を行っている。

### 台湾と朝鮮半島について
台湾について、米ソ両国はカイロ会談で決定していた中華民国への返還を改めて確認した。また、朝鮮半島は当面の間連合国の信託統治とすることとし、第二次世界大戦終結の直前になって北緯38度線を境として暫定的に南側をアメリカ、北側をソ連へと分割占領にすることと決定した。しかし、米ソの対立が深刻になると、その代理戦争が朝鮮戦争となって勃発し、朝鮮半島は現在も、38度線を境に分断されている。

### 日本側の停戦工作への影響
1945年1月6日、アメリカ軍の動きを懸念した昭和天皇が重臣の意見を求めたため、内大臣木戸幸一と宮内大臣松平恒雄が協議して、木戸が拝謁準備を行い、2月になって平沼騏一郎・広田弘毅・近衛文麿・若槻禮次郎・牧野伸顕・岡田啓介・東條英機が順次に拝謁して意見を述べた。そのうちヨハンセングループの吉田茂が支持した近衛上奏文は、連合国との和平調停に向けた人事異動を推奨するものであったが、予定されていたこれら重臣全員の拝謁が終わったのは2月26日だった。
7月には近衛文麿がモスクワに派遣され、ソ連に対し連合国との和平調停の仲介を求めたものの、既にヤルタ協定が行われていたため仲介を拒絶された、と言われている。

## 会談の意義
本会談の意義については、アメリカ・イギリス・ソ連といった戦勝国による、第二次世界大戦後における世界の国際レジーム枠組みに関する「利害調整の場」であったとする指摘が多い。中でも、領土に関する様々な取決めについては、当事国抜きで行われたにもかかわらず、中・東ヨーロッパの政治体制・外交問題など、戦後世界に非常に広範で多岐に渡る影響を及ぼしている。
この会談以後の戦後体制をしばしばヤルタ体制と呼び、この会談以降、アメリカを中心とする資本主義国陣営と、ソ連を中心とする共産主義国陣営の間で、本格的な東西冷戦が開始されたと言われている。フルブライトは「1945年2月の米英ソのヤルタでの誓いは1947年3月12日のトルーマン宣言で崩壊し、これがイデオロギーの戦争としての冷戦の始まりであった」と述べている。
2005年5月7日、アメリカのジョージ・W・ブッシュ大統領はラトビアの首都リガで演説し、ルーズベルト大統領が結んだヤルタ合意は史上最大の間違いの一つであり、安定のために小国の自由を犠牲にした試みは欧州大陸を分断し不安定にしたと述べた。

## 関連文献・映像
- 『戦後の誕生 テヘラン・ヤルタ・ポツダム会議全議事録』

茂田宏・川端一郎・小西正樹・倉井高志訳、中央公論新社、2022年3月
- アルチュールコント 『ヤルタ会談 世界の分割 戦後体制を決めた8日間の記録』山口俊章訳、二玄社（新版）、2009年 - 旧版はサイマル出版会
- 倉田保雄 『ヤルタ会談 戦後米ソ関係の舞台裏』筑摩書房〈ちくまライブラリー〉、1988年
- スーザン・バトラー『ローズヴェルトとスターリン テヘラン・ヤルタ会談と戦後構想』松本幸重訳、白水社（上下）、2017年
- ロバート・シャーウッド『ルーズヴェルトとホプキンズ』 村上光彦訳、未知谷（新版）、2015年
- 岡部伸 『消えたヤルタ密約緊急電 情報士官・小野寺信の孤独な戦い』新潮社〈新潮選書〉、2012年 - 第22回「山本七平賞」
- 『NHKスペシャル 映像の世紀 第7集 勝者の世界分割』、NHK総合、1995年10月放送。新版DVD、NHKエンタープライズ、2016年1月